# ザック・ウィーラー
ザカリー・ハリソン・ウィーラー（Zachary Harrison Wheeler, 1990年5月30日 - ）は、アメリカ合衆国ジョージア州コブ郡スマーナ出身のプロ野球選手（投手）。右投左打。MLBのフィラデルフィア・フィリーズ所属。

## 経歴

### プロ入りとジャイアンツ傘下時代
2009年のMLBドラフト1巡目（全体6位）でサンフランシスコ・ジャイアンツから指名を受ける。330万ドルの契約金を提示され、ケネソー州立大学への進学を取りやめて入団。
2010年にA級オーガスタ・グリーンジャケッツでプロデビュー。一度の登板につき3イニング、50球という投球制限を課され、慎重に育成された。7月にはオールスター・フューチャーズゲームにアメリカ合衆国選抜として選出された。

### メッツ時代

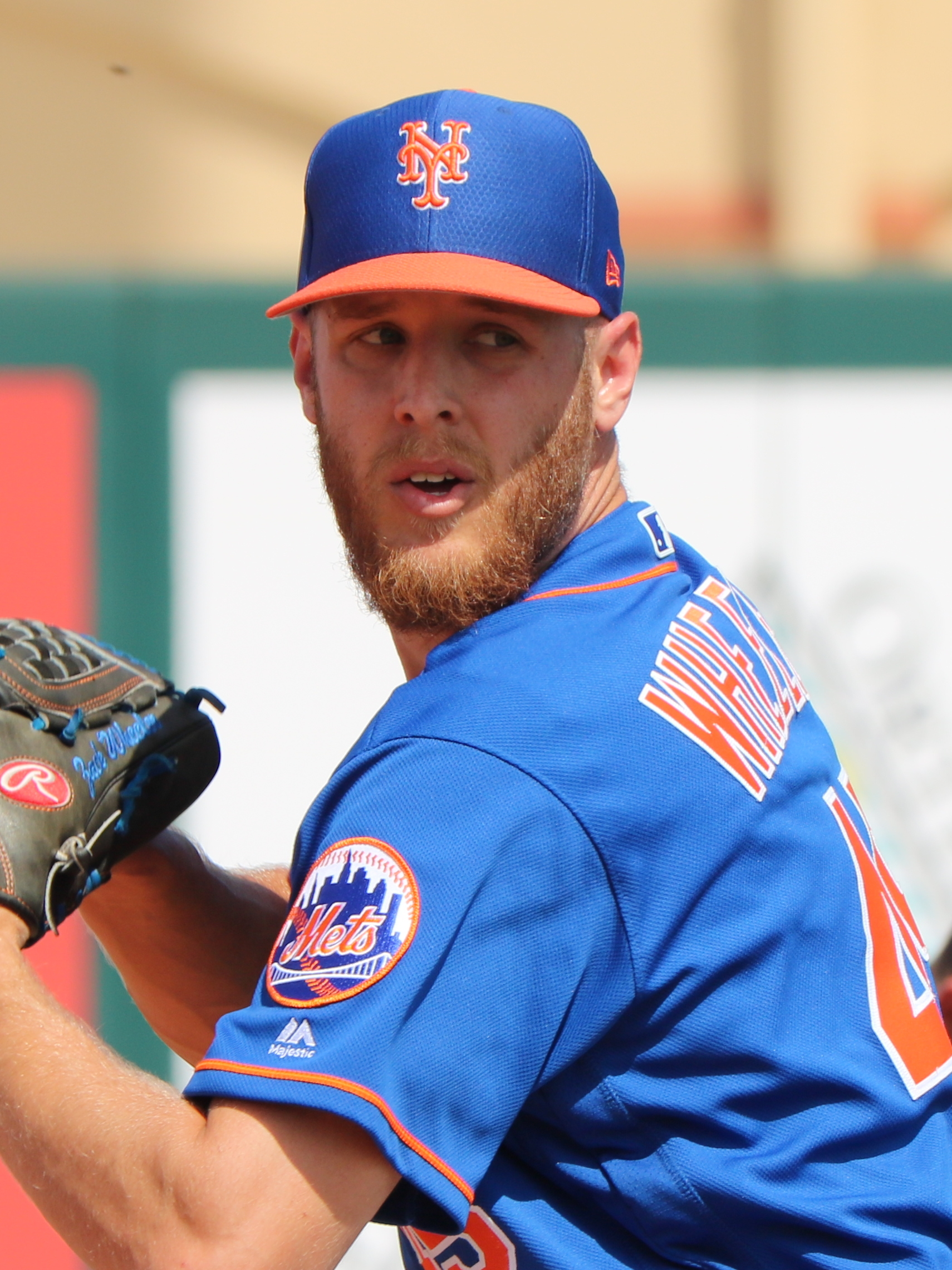
ニューヨーク・メッツ時代
（2019年3月3日）

2011年7月11日にカルロス・ベルトランとのトレードで、ニューヨーク・メッツへ移籍した。
2012年はAA級ビンガムトン・メッツとAAA級バッファロー・バイソンズで12勝8敗、防御率3.26を記録した。シーズン終了後には、MLB公式サイトの有望株トップ100において、第6位にランクインした。11月20日にメッツの40人枠に加えられた。
2013年6月18日のアトランタ・ブレーブス戦に先発し、メジャーデビューを果たした。最終的には17試合に先発登板して7勝5敗、防御率3.42、WHIP1.36という、まずまずの成績を残した。
2014年は、フルシーズン先発ローテーションで投げた。防御率は前年よりやや悪化して3.54だったものの、メジャー初の完封勝利を含む11勝を記録した。また、驚異的な三振奪取能力を発揮し、185.1イニングで187奪三振、奪三振率9.1という数値を記録した。しかし、制球力で課題が見え、1.0イニング当たりの投球数17.8は、リーグワーストだった。
2015年3月16日に右肘内側即副靭帯の断裂が判明し、5月25日にトミー・ジョン手術を受け、シーズンを全休した。
2016年8月6日、A+級セントルーシー・メッツで実戦復帰したが、その後の状態がよくないため、そのままシーズンを終えた。
2017年は3年ぶりにメジャーに復帰したが、右腕の故障で2度故障者リスト入りし、8月24日にシーズンを切り上げた。17試合の先発登板で3勝7敗、防御率5.21に留まった。
2018年は先発ローテーションの争いに敗れ、開幕はAAA級ラスベガス・フィフティワンズで迎えた。それでも4月11日に昇格してマイアミ・マーリンズ戦で先発した。その後はローテーションを守り、29試合の先発登板で12勝7敗、防御率3.31の成績を残した。
2019年は31試合の先発登板で11勝8敗、防御率3.96を記録した。オフの10月31日にFAとなった。

### フィリーズ時代
2019年12月9日にフィラデルフィア・フィリーズと5年総額1億1800万ドルで契約を結んだ。
2020年はCOVID-19の影響で60試合の短縮シーズンとなり、開幕2試合目の7月25日のマイアミ・マーリンズ戦が新天地デビュー戦となった。順調に先発ローテーションを守り、最終成績11試合の先発登板で、4勝2敗、防御率2.92を記録した。しかし、9月9日にジーンズを履く際に爪がはがれる故障をしており、オフの10月に手術を受けた。
2021年前半戦を防御率2.26の好成績で折り返すと、自身初となるオールスターゲームに選出された。7月13日に開催されたオールスターゲームでは9回表二死から登板し、オールスターゲーム初出場を果たした。最終的に14勝10敗、防御率2.78、247奪三振で、最多奪三振のタイトルを獲得した。オフにはサイ・ヤング賞投票2位だったほか、11月23日に自身初めてオールMLBチームのセカンドチーム先発投手の1人に選出された。
2022年は右腕の炎症で負傷離脱したこともあり、規定投球回の達成はならなかったものの、最終的に26試合の先発登板で12勝7敗、防御率2.82だった。自身初のポストシーズンでは計6試合の先発登板で防御率2.78で、ワールドシリーズまで進出した。
2023年は32試合の先発登板で13勝6敗、防御率3.61、212奪三振だった。自身初のゴールドグラブ賞を受賞した。ポストシーズンでは計5試合（先発4試合）で防御率1.95だった。オフの3月4日、フィリーズとの契約を3年1億2600万ドルで2027年まで延長した。
2024年は32試合の先発登板で16勝7敗、防御率2.57、224奪三振を記録し、サイ・ヤング賞投票では投手三冠を達成したクリス・セールに次ぐ2位に入った。

## 選手としての特徴
| 球種           | 割合 | 平均球速 | 平均球速 | 最高球速 | 最高球速 |
| 球種           | %    | mph      | km/h     | mph      | km/h     |
| フォーシーム   | 42.4 | 97.2     | 156.4    | 100.3    | 161.4    |
| スライダー     | 24.9 | 91.5     | 147.3    | 95.5     | 153.7    |
| シンカー       | 18.2 | 96.7     | 155.6    | 99.8     | 160.6    |
| カーブ         | 10.7 | 81.5     | 131.2    | 84.8     | 136.5    |
| チェンジアップ | 3.8  | 90.6     | 145.8    | 94.5     | 152.1    |

球種はフォーシーム、シンカー、スライダー、カーブ、チェンジアップの5種類。最も効果的な球種として、以前はシンカーを好んでいたが、最近は最速100.6mph（約161.9km/h）、平均97.2mph（約156.4km/h）を計測するフォーシームを多用し始めてから成績が向上した。変化球の中ではスライダーとカーブの評価が高い。若手の頃は制球に不安を残していたが、徐々に改善されてフィリーズ移籍以降、安定した成績を残している。

## 詳細情報

### 年度別投手成績
| 年 度     | 球 団     | 登 板 | 先 発 | 完 投 | 完 封 | 無 四 球 | 勝 利 | 敗 戦 | セ 丨 ブ | ホ 丨 ル ド | 勝 率 | 打 者 | 投 球 回 | 被 安 打 | 被 本 塁 打 | 与 四 球 | 敬 遠 | 与 死 球 | 奪 三 振 | 暴 投 | ボ 丨 ク | 失 点 | 自 責 点 | 防 御 率 | W H I P |
| --------- | --------- | ----- | ----- | ----- | ----- | -------- | ----- | ----- | -------- | ----------- | ----- | ----- | -------- | -------- | ----------- | -------- | ----- | -------- | -------- | ----- | -------- | ----- | -------- | -------- | ------- |
| 2013      | NYM       | 17    | 17    | 0     | 0     | 0        | 7     | 5     | 0        | 0           | .583  | 431   | 100.0    | 90       | 10          | 46       | 2     | 4        | 84       | 6     | 0        | 42    | 38       | 3.42     | 1.36    |
| 2014      | NYM       | 32    | 32    | 1     | 1     | 0        | 11    | 11    | 0        | 0           | .500  | 794   | 185.1    | 167      | 14          | 79       | 3     | 11       | 187      | 9     | 0        | 84    | 73       | 3.54     | 1.33    |
| 2017      | NYM       | 17    | 17    | 0     | 0     | 0        | 3     | 7     | 0        | 0           | .300  | 386   | 86.1     | 97       | 15          | 40       | 1     | 3        | 81       | 1     | 0        | 53    | 50       | 5.21     | 1.59    |
| 2018      | NYM       | 29    | 29    | 0     | 0     | 0        | 12    | 7     | 0        | 0           | .632  | 744   | 182.1    | 150      | 14          | 55       | 0     | 9        | 179      | 2     | 1        | 69    | 67       | 3.31     | 1.12    |
| 2019      | NYM       | 31    | 31    | 0     | 0     | 0        | 11    | 8     | 0        | 0           | .579  | 828   | 195.1    | 196      | 22          | 50       | 4     | 2        | 195      | 5     | 0        | 93    | 86       | 3.96     | 1.26    |
| 2020      | PHI       | 11    | 11    | 0     | 0     | 0        | 4     | 2     | 0        | 0           | .667  | 288   | 71.0     | 67       | 3           | 16       | 2     | 7        | 53       | 0     | 0        | 26    | 23       | 2.92     | 1.17    |
| 2021      | PHI       | 32    | 32    | 3     | 2     | 1        | 14    | 10    | 0        | 0           | .583  | 849   | 213.1    | 169      | 16          | 46       | 1     | 8        | 247      | 6     | 0        | 72    | 66       | 2.78     | 1.01    |
| 2022      | PHI       | 26    | 26    | 0     | 0     | 0        | 12    | 7     | 0        | 0           | .632  | 607   | 153.0    | 125      | 13          | 34       | 1     | 7        | 163      | 1     | 1        | 52    | 48       | 2.82     | 1.04    |
| 2023      | PHI       | 32    | 32    | 0     | 0     | 0        | 13    | 6     | 0        | 0           | .684  | 787   | 192.0    | 168      | 20          | 39       | 0     | 9        | 212      | 1     | 0        | 82    | 77       | 3.61     | 1.08    |
| 2024      | PHI       | 32    | 32    | 0     | 0     | 0        | 16    | 7     | 0        | 0           | .696  | 787   | 200.0    | 139      | 20          | 52       | 0     | 8        | 224      | 8     | 0        | 62    | 57       | 2.57     | 0.96    |
| MLB：10年 | MLB：10年 | 259   | 259   | 4     | 3     | 1        | 103   | 70    | 0        | 0           | .595  | 6501  | 1578.2   | 1368     | 147         | 457      | 14    | 68       | 1625     | 39    | 2        | 635   | 585      | 3.34     | 1.16    |

- 2024年度シーズン終了時
- 各年度の太字はリーグ最高

### 年度別守備成績
| 年 度 | 球 団 | 投手（P） | 投手（P） | 投手（P） | 投手（P） | 投手（P） | 投手（P） |
| 年 度 | 球 団 | 試 合     | 刺 殺     | 補 殺     | 失 策     | 併 殺     | 守 備 率  |
| ----- | ----- | --------- | --------- | --------- | --------- | --------- | --------- |
| 2013  | NYM   | 17        | 1         | 5         | 0         | 1         | 1.000     |
| 2014  | NYM   | 32        | 10        | 22        | 2         | 2         | .941      |
| 2017  | NYM   | 17        | 8         | 10        | 1         | 1         | .947      |
| 2018  | NYM   | 29        | 6         | 22        | 0         | 2         | 1.000     |
| 2019  | NYM   | 31        | 13        | 20        | 2         | 0         | .943      |
| 2020  | PHI   | 11        | 4         | 12        | 1         | 3         | .941      |
| 2021  | PHI   | 32        | 20        | 26        | 2         | 4         | .958      |
| 2022  | PHI   | 26        | 11        | 11        | 0         | 1         | 1.000     |
| 2023  | PHI   | 32        | 16        | 15        | 1         | 1         | .969      |
| 2024  | PHI   | 32        | 21        | 17        | 0         | 1         | 1.000     |
| MLB   | MLB   | 259       | 110       | 160       | 9         | 16        | .968      |

- 2024年度シーズン終了時
- 各年度の太字はリーグ最高
- 各年度の太字年はゴールドグラブ賞受賞

### タイトル
- 最多奪三振：1回（2021年）

### 表彰
- ゴールドグラブ賞（投手部門）：1回（2023年）
- ピッチャー・オブ・ザ・マンス：1回（2022年5月）
- オールMLBチーム[25]
  - セカンドチーム先発投手：1回（2021年）

### 記録
MiLB
- オールスター・フューチャーズゲーム選出：2回（2010年、2012年）

MLB
- MLBオールスターゲーム選出：1回（2021年）

### 背番号
- 45（2013年 - 2014年、2017年 - ）